# Termelékenység
A termelékenység közgazdasági fogalma a gazdasági tevékenység során előállított termék és az arra felhasznált termelési tényezők közötti viszony, a termelés hatékonysága. A termelési tényezők közül leggyakrabban a munkaerő, az élő munka termelékenységét, a munkatermelékenységet vizsgálják, amit röviden gyakran szintén csak termelékenységnek neveznek. Vizsgálható még a tőke termelékenysége, a mezőgazdasági termelés során a talaj termelékenysége, azaz a terméshozam, vagy más termelési tényezők (például gépek, anyagok) termelékenysége, azaz annak a kiszámítása, hogy ezek önmagukban mennyiben járulnak hozzá a jobb termelési eredményhez.
A 21. század elején alapvetően négy fő kategóriában vizsgálják a termelékenységet:
- Munkatermelékenység
- Innováció
- Digitalizációs hatékonyság
- Ökológiai hatékonyság